# Boerenvechtpartij
Boerenvechtpartij is een schilderij door de Zuid-Nederlandse schilder Adriaen Brouwer in het Mauritshuis in Den Haag.

## Voorstelling
Het stelt een dorpsgezicht voor met op de voorgrond een aantal ruziënde dorpsbewoners. De vallende speelkaarten suggereren dat de ruzie gaat om een uit de hand gelopen kaartspel. Twee boeren hebben hun zwaard al getrokken. Een paar vrouwen probeert ze tegen te houden. Daarachter trekt een boer een vrouw aan haar haren. Helemaal rechts is een hond bezig op een varken te rijden. Op de achtergrond staat verder een groepje boeren van wie er één aan het poepen is en één aan het braken.
Het schilderij sluit in onderwerp en stijl aan bij het werk van de 16e-eeuwse schilder Pieter Bruegel de Oude, die begin 17e eeuw nog steeds erg populair was.

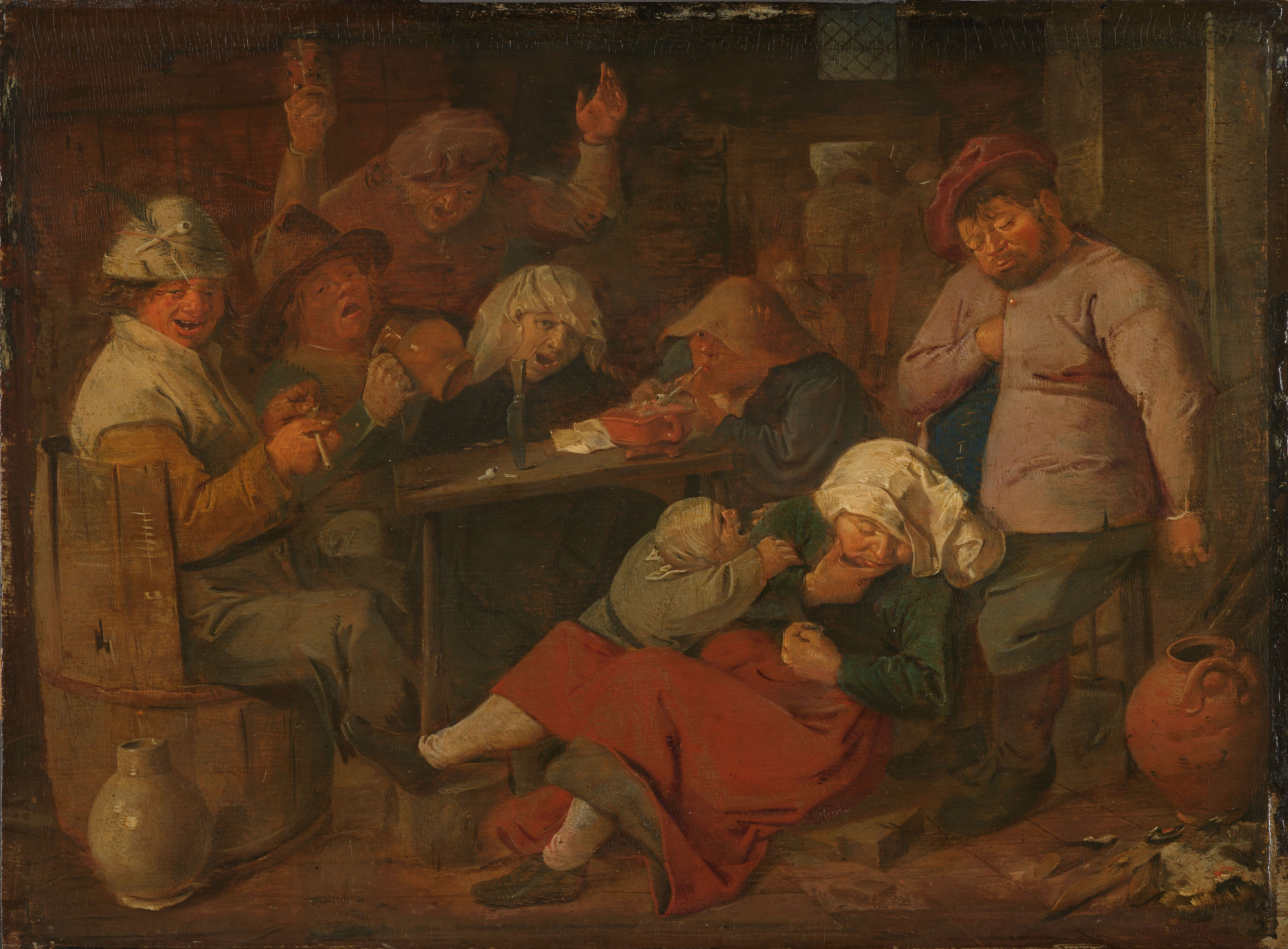
Adriaen Brouwer. Boerendrinkpartij. Ca. 1625-1626. Olieverf op paneel. 19,5 × 26,5 cm. Den Haag, Mauritshuis.

Het werd vroeger gezien als pendant van Brouwers schilderij Boerendrinkpartij. Dit is op naam te schrijven van de vroegere eigenaar, Adriaan Leonard van Heteren, die op 4 juli 1763 op de verkoping van de verzameling van zijn oom Willem Lormier de Boerenvechtpartij aankocht in de veronderstelling dat dit de tegenhanger was van de Boerendrinkpartij, die hij toen al in zijn bezit had.

## Toeschrijving en datering
Het schilderij bevat rechtsonder op een stuk hout de sporen van het monogram van Adriaen Brouwer. In de museumcatalogus van het Rijksmuseum van 1858 wordt het schilderij, samen met de zogenaamde pendant, echter beschreven als een anoniem werk uit de Hollandse school. Dit bracht de kunstcriticus Théophile Thoré-Bürger ertoe de werken te zien als ‘que de misérables copies de l'école de Bruegel le vieux’ (slechts miserabele kopieën uit de school van Bruegel de Oude). In 1873 werd hij terecht gewezen door de Duitse kunsthistoricus Wilhelm Adolf Schmidt, die schrijft dat Thoré-Bürger hier wel erg kritisch is en zwaar overdrijft. In de museumcatalogus van het Rijksmuseum van 1872 zijn beide werken weer onder de naam Brouwer terug te vinden.

## Herkomst
Het werk wordt voor het eerst gesignaleerd op de boedelveiling van Thomas de Fraula op 21 juli 1738 in Brussel. Koper was de Nederlandse kunstverzamelaar Willem Lormier. Na zijn overlijden werd het op 4 juli 1763 voor 60 gulden geveild aan Adriaan Leonard van Heteren in Den Haag. Van Heteren liet het na zijn dood na aan zijn zoon, Adriaan Leonard van Heteren Gevers. Deze verkocht het werk op 8 juni 1809 (als pendant van Boerendrinkpartij) samen met 135 andere schilderijen, bekend als het Kabinet Van Heteren Gevers, aan het Rijksmuseum. In 1954 werd het werk in blijvend bruikleen gegeven aan het Mauritshuis in Den Haag.